# Ischnosiphon arouma
Ischnosiphon arouma là một loài thực vật có hoa trong họ Marantaceae. Loài này được (Aubl.) Körn. mô tả khoa học đầu tiên năm 1859.